# Física y química
Física y química es el octavo disco del cantautor español Joaquín Sabina, puesto a la venta en 1992 y del que vendió más de 400.000 ejemplares. Forma parte de la lista de los 100 discos que debes tener antes del fin del mundo, publicada en 2012 por Sony Music.
Los primeros versos del tema Y nos dieron las diez fueron cedidos por Sabina a Enrique Urquijo para que compusiera Ojos de gata.

## Lista de canciones
1. Y nos dieron las diez (Joaquín Sabina) - 5:05
2. Conductores suicidas (J. Sabina / J. Vargas / P. Varona) - 5:00
3. Yo quiero ser una chica Almodóvar (J. Sabina / A. García de Diego / L. E. Aute) - 4:14
4. A la orilla de la chimenea (J. Sabina / A. García de Diego / P. Varona / J. Nodar / J. Asua) - 4:10
5. Todos menos tú (J. Sabina / A. García de Diego / P. Varona / J. Nodar / J. Asua) - 4:30
6. La del pirata cojo (J. Sabina / A. García de Diego / P. Varona) - 4:40
7. La canción de las noches perdidas (J. Sabina / A. García de Diego / P. Varona) - 3:55
8. Los cuentos que yo cuento (J. Sabina / A. García de Diego / P. Varona) - 3:27
9. Peor para el sol (J. Sabina / A. García de Diego / P. Varona / J. Nodar) - 5:00
10. Amor se llama el juego (J. Sabina / A. García de Diego / P. Varona) - 4:34
11. Pastillas para no soñar (J. Sabina / A. García de Diego / P. Varona) - 4:00